# أولستايت
شركة أولستايت (بالإنجليزية: Allstate Corporation) هي ثاني أكبر شركة تأمين شخصية في الولايات المتحدة (خلف استايت فارم) وأكبر شركة عامة. ولدى الشركة أيضا عمليات تأمين خطوط شخصية في كندا. تأسست أولستايت في عام 1931 كجزء من شركة «سيرز، روباك وشركاه»، وانطلقت في عام 1993. يقع مقر الشركة في بلدة نورثفيلد، إلينوي، بالقرب من نورث بروك منذ عام 1967. حملتها الإعلانية الحالية، قيد الاستخدام منذ عام 2004، بسؤال: «هل أنت في أيد أمينة؟» المتحدث باسم الشركة هو دينيس هايسبرت.